# Никола Тончев
Никола Захариев Тончев е български политик от БКП.

## Биография
Роден е на 25 ноември 1937 г. в трънското село Еловица. Завършва транспортен техникум. Член е на БКП от 1963 г. Първоначално работи в системата на транспорта. От 1964 г. е първи секретар на Градския комитет на ДКМС в Якоруда. Отделно е бил оперативен работник в РПУ в Разлог. Завършва право задочно в Софийския университет. От 1971 г. е секретар на Градския комитет на БКП в Якоруда, а след това и първи секретар на комитета. Между 1979 и 1986 г. е завеждащ-отдел „Военно-административен“ и секретар на Окръжния комитет на БКП в Благоевград. От януари 1986 г. е председател на Изпълнителния комитет на Окръжния народен съвет. Член е на Бюрото на Окръжния комитет на БКП. От 1986 до 1990 г. е кандидат-член на ЦК на БКП.